# Santa Monica (Surigao del Norte)
Santa Monica is een gemeente in de Filipijnse provincie Surigao del Norte op het eiland Siargao. Bij de laatste census in 2007 had de gemeente bijna 8 duizend inwoners.

## Geografie

### Bestuurlijke indeling
Santa Monica is onderverdeeld in de volgende 11 barangays:
| - Abad Santos - Alegria - Bailan - Garcia - Libertad - Mabini | - Mabuhay - Magsaysay - Rizal - T. Arlan - Tangbo |

## Demografie
Santa Monica had bij de census van 2007 een inwoneraantal van 7.916 mensen. Dit zijn 159 mensen (2,0%) meer dan bij de vorige census van 2000. De gemiddelde jaarlijkse groei komt daarmee uit op 0,28%, hetgeen lager is dan het landelijk jaarlijks gemiddelde over deze periode (2,04%). Vergeleken met de census van 1995 is het aantal mensen met 697 (9,7%) toegenomen.

De bevolkingsdichtheid van Santa Monica was ten tijde van de laatste census, met 7.916 inwoners op 39,19 km², 184,2 mensen per km².